# Paulo Magnani
Paulo Magnani (Pieve Porto Morone, 31 de dezembro de 1926 – Treviso, 5 de novembro de 2023) foi um bispo católico italiano, foi bispo-emérito da cidade de Treviso, na Região do Veneto.

## Biografia
Nascido em Pieve Porto Morone, na Diocèse de Pavia, no 31 de dezembro 1926, foi ordenado padre em 29 de junho 1951.
Consagrado Bispo de Lodi em 10 de setembro 1977 para o Cardeal Antonio Poma, celebrou o XIII sínodo diocesano. Foi transferido para Treviso em 19 de novembro 1988.
Afastou-se do cargo por limite de idade em 2004.
Magnani morreu no dia 5 de novembro de 2023, aos 96 anos.

## Successão apostólica
Esta è a successão apostolica dos bispos que chegou atè a consacração de Dom Paulo.
- Antonio Cardeal Poma † (1951)
- Carlo Allorio † (1942)
- Giuseppe Castelli † (1911)
- Agostino Cardeal Richelmy † (1886)
- Gaetano Cardeal Alimonda † (1877)
- Arccebispo Salvatore Magnasco † (1868)
- Gustav Adolf Cardeal von Hohenlohe-Schillingsfürst † (1857)
- Papa João Maria Mastai-Ferretti † (1827)
- Papa Francisco Xavier Maria Feliz Castiglioni † (1800)
- Giuseppe Maria Cardeal Doria Pamphilj † (1773)
- Buenaventura Cardeal Córdoba Espinosa de la Cerda † (1761)
- Arcebispo Manuel Quintano Bonifaz † (1749)
- Enrique Cardeal Enríquez † (1743)
- Papa Prospero Lorenço Lambertini † (1724)
- Papa Pedro Francisco (Vincenzo Maria) Orsini de Gravina, O.P. † (1675)
- Paluzzo Cardeal Paluzzi Altieri Degli Albertoni † (1666)
- Ulderico Cardeal Carpegna † (1630)
- Luigi Cardeal Caetani † (1622)
- Ludovico Cardeal Ludovisi † (1621)
- Arcebispo Galeazzo Sanvitale † (1604)
- Girolamo Cardeal Bernerio, O.P. † (1586)
- Giulio Antonio Cardeal Santorio † (1566)
- Scipione Cardeal Rebiba †

## Fotografías

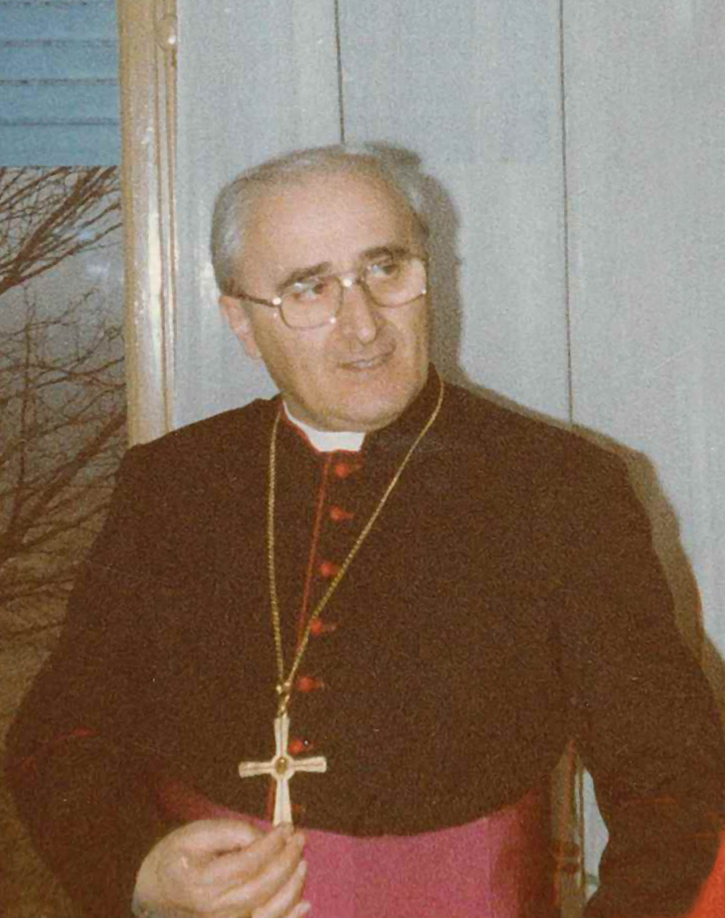
Dom Paulo em 1982.